# Vennemose
Vennemose (Wennemos, tysk: Wennemoos) er en landsby i Abild sogn, Tønder, Højer og Lø herred, tidligere Tønder amt, Sønderjylland. 
Vennemose ligger øst for Abild, omtrent midt mellem Løgumkloster og den tidligere Tønder købstad nær gestranden ud mod hedesletten ved Arnå. 
En folkeskole blev oprettet i 1800-tallet nordøst for landsbyen.
|  | Denne artikel om lokaliteten Vennemose kan blive bedre, hvis der indsættes et (bedre) billede. Du kan hjælpe ved at afsøge Wikimedia Commons for et passende billede eller lægge et op på Wikimedia Commons med en af de tilladte licenser og indsætte det i artiklen. |

54°58′48″N 8°54′30″Ø / 54.98000°N 8.90833°Ø